# Zombie Studios
Die Zombie Studios waren ein amerikanisches Entwicklungsstudio für Computerspiele mit Sitz in Seattle.

## Geschichte
Das Unternehmen wurde 1994 von Joanna Alexander und Mark Long gegründet. Die ersten Arbeiten erfolgten zu den 1995 veröffentlichten Titeln Ice & Fire, Locus und der 32X-Portierung von Pitfall: The Mayan Adventure, bevor 1996 mit Zork Nemesis die erste größere Eigenentwicklung erschien. Zu den bekanntesten Arbeiten zählte die Egoshooter-Reihe Spec Ops. Im Februar 2000 wurde Zombie von Advanced Interactive Systems (AIS), einem Hersteller von Simulationen für die Strafverfolgung, übernommen. Das 2000 angekündigte Computerspiel Shrapnel, das parallel zu einem Comicbuch entwickelt werden sollte, wurde nie umgesetzt. Mark Long führte die Comic-Idee mit Nick Sagan, der zuvor unter anderem an Zork Nemesis mitgearbeitet hatte, fort. 2009/2010 erschienen zwei Bücher unter dem Titel Shrapnel: Aristeia Rising und Shrapnel: Hubris im Verlag von Radical Comics.
Zwischen 2005 und 2006 veröffentlichte das Studio vier Titel unter dem Label Direct Action Games. Ab 2010 zählten der Shooter Blacklight: Tango Down, dessen Free-to-play-Nachfolger Blacklight: Retribution und das Horror-Adventure Daylight zu den bekanntesten Veröffentlichungen. 2009 kündigte Zombie im Zusammenhang mit Blacklight die Arbeiten an einem Film durch Fox Atomic an. Diese wurden jedoch bis zur Auflösung des Unternehmens nicht umgesetzt.
Mark Long schied 2011 aus dem Unternehmen aus und wechselte zu Meteor Entertainment (Hawken). Im Januar 2015 gab das Unternehmen auf seiner Website die Auflösung bekannt, da sich die Inhaber aus der Spielebranche zurückziehen wollten. Die Arbeiten und Lizenz an Blacklight: Retribution wurde an das von ehemaligen Angestellten neugegründete Studio Builder Box Games (später umbenannt in Hardsuit Labs) übergeben.

## Veröffentlichungen

### Computerspiele
- Ice & Fire (1995)
- Locus (1995)
- Zork Nemesis (1996)
- ZPC (1996)
- Spearhead (1998)
- Spec Ops: Rangers Lead the Way (1998)
- Spec Ops: Ranger Team Bravo (1998) (Erweiterung zu Rangers Lead the Way)
- Body Glove’s Bluewater Hunter (1999)
- Spec Ops 2: Green Berets (1999)
- Spec Ops 2: Operation Bravo (2000) (Erweiterung zu Green Berets)
- Rainbow Six: Covert Operations Essentials (2000) (Erweiterung zu Rainbow Six: Rogue Spear)
- Spec Ops: Stealth Patrol (2000)
- Spec Ops 2: Omega Squad (2000)
- Spec Ops: Ranger Elite (2001)
- Spec Ops: Covert Assault (2001)
- Alcatraz: Prison Escape (2001)
- Atlantis The Lost Empire: Search for the Journal (2001)
- Atlantis The Lost Empire: Trial by Fire (2001)
- Delta Force: Task Force Dagger (2002)
- Super Bubble Pop (2002)
- Shadow Ops: Red Mercury (2004)
- Saw (2009)
- Blacklight: Tango Down (2010)
- Saw 2: Flesh & Blood (2010)
- Blackwater (2011)
- Blacklight: Retribution (2012)
- Frogger: Hyper Arcade Edition (2012)
- Special Forces: Team X (2013)
- Teenage Mutant Ninja Turtles: Way of the Warrior (Plug-and-play-CMOS-Kamera-Computerspiel)
- Daylight (2014)
- Phantom Army (2014)

### Direct Action Games
- Combat: Task Force 121 (2005)
- World War II Combat: Road to Berlin (2006)
- World War II Combat: Iwo Jima (2006)
- CQC – Close Quarters Conflict (2006)

### Serious Games
- America’s Army: Special Forces (2003)
- Future Force Company Commander (2006)
- Virtual Army Experience
- AH-64D Apache Simulator
- Future Soldier Trainer
- Convoy Trainer
- JROTC First Aid Trainer